# Sisyrinchieae
Sisyrinchieae es una tribu de plantas de la subfamilia Iridoideae perteneciente a la familia de las iridáceas. 
Contiene muchas especies perennes que se distribuyen en el Nuevo Mundo.
Las hojas de las plantas son similares a hierbas y con forma de espada. Las flores se agrupan en inflorescencias y contiene seis tépalos que en la mayoría de los casos son idénticos, pero en algunos géneros como Libertia  son diferentes. 
Estas especies a veces se usan como plantas ornamentales, pero no muy a menudo. Algunas de ellas están en peligro de extinción y son endémicas de regiones específicas. Muchas otras se han naturalizado, como algunas especies de Sisyrinchium,  en diferentes zonas del Viejo Mundo y otros lugares. 
Tiene los siguientes géneros.

## Géneros
- Diplarrena
- Libertia
- Olsynium
- Orthrosanthus
- Sisyrinchium
- Solenomelus
- Tapeinia